# Francisco Paz
Francisco Esteban Paz (Managua, 7 de agosto de 1986) es un futbolista nicaragüense. Juega de Centrocampista y su actual equipo es el Real Estelí de la Primera División de Nicaragua.

## Clubes
| Club             | País      | Año             |
| ---------------- | --------- | --------------- |
| Juventus Managua | Nicaragua | 2006 - 2014     |
| Real Estelí      | Nicaragua | 2014 - Presente |